# Paul Foerster
Paul Jeffrey Foerster (* 19. November 1963 in Rangely) ist ein ehemaliger US-amerikanischer Segler.

## Erfolge
Paul Foerster nahm viermal an Olympischen Spielen teil. Er startete zunächst in der Bootsklasse Flying Dutchman, in der er bei seinem Olympiadebüt 1988 in Seoul mit Andrew Goldman den elften Platz belegte. Vier Jahre darauf wurde er mit Stephen Bourdow in Barcelona mit 32,7 Gesamtpunkten Zweiter und erhielt damit die Silbermedaille. Nach den Spielen wechselte Foerster in die 470er Jolle und sicherte sich auch bei den Olympischen Spielen 2000 in Sydney die Silbermedaille. Gemeinsam mit Robert Merrick belegte er mit 42 Punkten den zweiten Platz hinter Tom King und Mark Turnbull sowie vor Javier Conte und Juan de la Fuente. Die Spiele 2004 in Athen verliefen noch erfolgreicher: mit 71 Punkten behauptete er sich mit Kevin Burnham vor den Briten Nick Rogers und Joe Glanfield und wurde Olympiasieger.
Mit Stephen Bourdow wurde Foerster 1991 in Tauranga und 1992 in Cádiz im Flying Dutchman Weltmeister. Bei Panamerikanischen Spielen gewann er zunächst 1995 in Mar del Plata in der Bootsklasse J/24 die Goldmedaille. In der Bootsklasse Sunfish sicherte er sich 2007 in Rio de Janeiro die Bronze- und 2011 in Guadalajara die Silbermedaille.
Paul Foerster studierte an der University of Texas und schloss 1987 ein Studium der Luft- und Raumfahrttechnik ab. Er arbeitete später bei Raytheon als Ingenieur.